# Цицамури
Цицамури (груз. წიწამური) — небольшое село вблизи грузинского города Мцхета, в Мцхетском муниципалитете края Мцхета-Мтианети.
Известно как место, где в 1907 году был убит знаменитый грузинский национальный писатель и поэт Илья Чавчавадзе.

## Археология
Рядом с Цицамури (отождествлённым с Севсамора у Страбона) были обнаружены развалины древнего иберийского акрополя. Раскопки проводились под руководством Андриа Апакидзе в 1953 году. Эти руины могут быть определены как остатки Заденцихе (груз. ზადენციხე, буквально: цитадель Задени) из средневековых грузинских хроник. Эта крепость и языческий храм возвышались на горе Зедазени, где позже был построен Зедазенский монастырь. Некрополь I века до н. э. — II века н. э. был раскрыт в 1980 годах. Среди находок были: курильница-батиллум и италийская ойнохойя.